# Консьерж (фильм, 1993)
«Консьерж», или «За любовь или деньги» (англ. For Love or Money, в прокате англоязычных стран англ. The Concierge) — американская романтическая комедия режиссёра Барри Зонненфелда. Премьера фильма состоялась 1 октября 1993 года.

## Сюжет
Молодой талантливый парень Даг работает консьержем в престижном отеле. Он копит деньги, чтобы открыть собственное дело, и находит спонсора. Однако вскоре узнаёт, что его денежный спаситель встречается с девушкой его мечты, будучи при этом женатым.

## В ролях
- Майкл Джей Фокс — Даг Айрланд
- Габриэль Анвар — Энди Харт
- Энтони Хиггинс — Кристиан Гановер
- Майкл Такер — Гарри Уэгман
- Боб Балабан — Эд Дринкуотер
- Айзек Мизрахи — Джулиан Расселл
- Патрик Брин — Гэри Тобин
- Удо Кир — мистер Химмельман
- Саймон Джонс — Альберт
- Дэн Хедайя — Джин Сальваторе
- Файвуш Финкель — Милтон Гликман
- Саверио Гуэрра — Кармен
- Дэниел Хаген — бармен Винсент
- Лашанз — Нора
- Дебра Монк — миссис Уэгман
- Элис Плэйтен — миссис Приссилла Бэйли
- Эрик Авари — Бенни-ювелир
- Габор Морэя — метрдотель
- Дэн Бреннан — охранник в «Тиффани»
- Френсис Дюморье — муж
- Синтия Бэйли — модель
- Кимора Ли — модель
- Вероника Уэбб — модель
- Кэтлин ЛаГу — модель (нет в титрах)
- Ник Тейлор — мусорщик (нет в титрах)

## Критика
На агрегаторе-рецензии Rotten Tomatoes фильм имеет 37% «свежести» на основе 19 рецензий. Роджер Эберт из  The Chicago Sun-Times оценил фильм на две из четырёх звёзд и описал его как «тип фильма, где заходишь, садишься и начинает думать куда ты пришёл». Джин Сискел из Chicago Tribune поставил фильму 2,5 звезды из четырёх и заключил что «имея твёрдую основу для хорошей истории, „Консьержу“ некому её показать».

## Съёмочная группа
- Режиссёр-постановщик: Барри Зонненфелд
- Сценаристы: Марк Розентал, Лоренс Коннер
- Продюсер: Брайан Грейзер
- Оператор: Оливер Вуд
- Композитор: Брюс Броутон
- Монтажёр: Джим Миллер
- Художник-постановщик: Питер С. Ларкин
- Художник по костюмам: Сьюзан Лайолл
- Гримёры: Бернадетт Мазур, Брон Ройланс
- Звукорежиссёр: Филип Стоктон
- Постановщик трюков: Чарльз Кроуфуэлл
- Дирижёр: Дон Немиц

## Саундтрек
- «Доминик» в исполнении Soeur Sourire
- «By and By» в исполнении Антона Санко и Беттины Жилуа
- «Let Me Take Over» в исполнении Рэя Чарльза
- «(Your Love Has Lifted Me) Higher and Higher» в исполнении Джимми Барнса
- «Change» в исполнении группы Definition of Sound
- «I Could Love a Man (Who Uses His Head)» в исполнении Габриэль Анвар
- «Picky Picky Head» в исполнении группы Wailing Souls
- «Reggae Inna Summertime» в исполнении группы Big Mountain
- «Lonely Blues» в исполнении группы Mitch Moses' Acid Blues Project
- «If I Had You» в исполнении Джона Пиццарелли
- «Masenko» в исполнении группы Midi, Maxi & Efti
- «Mama» в исполнении группы Little Sister
- «In Your Eyes» в исполнении Бобби Шорта
- «Ride the Bullet» в исполнении группы Army of Lovers
- «Get It Up» в исполнении группы Love & Sas
- «I Only Have Eyes for You» в исполнении Энтони Хиггинса
- «Love Is a Many-Splendored Thing» Сэмми Фэйна
- «Secret Agent Man» П. Ф. Слоана и Стива Барри
- «Happy Days Are Here Again» («Wochenend und Sonnenschein») Мильона Эйджера
- «The Star-Spangled Banner» в исполнении Габриэль Анвар